# Coryogalops william
 Coryogalops william és una espècie de peix de la família dels gòbids i de l'ordre dels perciformes.

## Morfologia
- Els mascles poden assolir 6 cm de longitud total.[3][4]

## Hàbitat
És un peix de clima subtropical i demersal.

## Distribució geogràfica
Es troba a Àfrica: des de la desembocadura del riu Xora (Sud-àfrica) fins a Inhaca (Moçambic).

## Observacions
És inofensiu per als humans.